# Peter Lorimer
Peter Patrick Lorimer (Dundee, Escocia, 14 de diciembre de 1946 - 20 de marzo de 2021) fue un futbolista británico que formó parte del Leeds United en su época más exitosa en las décadas de 1960 y 1970.

## Trayectoria
Aunque estuvo a punto de firmar contrato con el Manchester United, Peter Lorimer firmó con el Leeds United en 1962 y en septiembre de ese mismo año hizo el debut con el primer equipo con tan solo quince años. Se ganó el puesto de titular en la temporada 1965/66, donde hizo 34 apariciones con diecinueve goles siendo el máximo goleador del equipo. A pesar de ser un jugador de banda, aunque no era un extremo ortodoxo, siempre tuvo una gran facilidad goleadora, haciéndose famoso por su potente disparo que superaban los 140 km/h, llegándose a registrarle un penalti a 170 km/h, con Don Revie como entrenador consiguió dos títulos de liga de primera división (68-69 y 73-74) y uno de segunda  (63-64), dos copas de ferias (67-68 y 70-71) una Charity Shield (1969) y una FA Cup (1972).
En 1975 jugó con el Leeds la final de la Copa de Europa contra el Bayern de Múnich, donde perdieron por 2 a 0.
Hizo su debut con la camiseta de Escocia en 1969. Fue durante siete años internacional jugando veintiún partidos, participando en la Copa Mundial de Fútbol de 1974 en Alemania Federal, donde anotó un gol en la fase de grupos contra Zaire.
En 1979, cuando ya no era titular del equipo, se marchó del Leeds firmando por el York City, después probaría suerte en Norteamérica jugando en Blizzard de Toronto y Vancouver Whitecaps.
En 1983, con 37 años, regresaría al Leeds que por aquel entonces militaba en segunda división. En esta segunda etapa consiguió colocarse como máximo goleador histórico del Leeds (238 goles en 676 partidos). Se retiró de fútbol poco antes de los cuarenta años tras un corto periodo en la liga israelí.